# Vlag van Gironde

Vlag van Gironde

De vlag van Gironde is de niet-officiële vlag van het Franse departement Gironde. Net als de meeste andere departementen van Frankrijk heeft Gironde geen officiële vlag, maar wordt de hier rechts afgebeelde vlag op niet-officiële wijze gebruikt. De vlag is afgeleid van het wapen van dit departement.
De vlag is verdeeld in twee delen. Het bovenste deel van de vlag, dat ongeveer 1/3 van de vlag in hoogte neemt, heeft een rode achtergrond met daarop een gele luipaard met blauwe tong en klauwen. In het onderste 2/3 deel is gegeerd in acht stukken van blauw en wit.
De gegeerde indeling spreekt voor zich (gironné → Gironde), een verwijzing naar de naam van het departement. Het schildhoofd draagt de vlag van de voormalige provincie Aquitanië, waarvan Bordeaux, de hoofdstad van de Gironde, de hoofdstad was, en tegelijkertijd de Engelse leeuw, omdat het gebied in de middeleeuwen enkele eeuwen tot Engeland behoorde. De vlag is geïnspireerd op het ontwerp van het wapen dat in 1950 is voorgesteld door Robert Louis.
Naast deze vlag is er een logovlag in gebruik.

Vlag van Aquitanië
Logovlag